# Melonjosephita
La melonjosephita és un mineral de la classe dels fosfats. Rep el nom en honor de Joseph Mélon (Ieper, Bèlgica, 19 de gener de 1898 - Lieja, 8 de març de 1991), col·laborador científic i posteriorment professor de mineralogia a la universitat de Lieja, Bèlgica.

## Característiques
La melonjosephita és un fosfat de fórmula química CaFe2+Fe3+(PO₄)₂(OH). La seva duresa a l'escala de Mohs és 5. És un mineral estructuralment relacionat amb la kapundaïta.
Segons la classificació de Nickel-Strunz, la melonjosephita pertany a «08.BG: Fosfats, etc. amb anions addicionals, sense H₂O, amb cations de mida mitjana i gran, (OH, etc.):RO₄ = 0,5:1» juntament amb els següents minerals: arsentsumebita, bearthita, brackebuschita, gamagarita, goedkenita, tsumebita, arsenbrackebuschita, feinglosita, bushmakinita, tokyoïta, calderonita i tancoïta.

## Formació i jaciments
Va ser descoberta a la pegmatita Angarf-South, situada a la localitat de Tazenakht, dins la província d'Errachidia (Drâa-Tafilalet, Marroc). També ha estat descrita a Namíbia, Polònia, República Txeca, Bolívia i l'Antàrtida.